# Sitalk
Sitalk (starogrško starogrško Σιτάλκης, Sitálkes, bolgarsko Ситалк, Sitalk) je bil kralj tračanskega Odriškega kraljestva, ki je vladal od leta 431 do 424 pr. n. št., * ni znano, † 424 pr. n. št..
Bil sin prvega odriškega kralja Teresa I. in eden od najslavnejših tračanskih kraljev,  ki je v uspešnih vojnah  meje  kraljestva razširil od Abdere ne jugu do delte Donave na severu in Črnega morja na vzhodu do izvirov Strume na zahodu.
Na začetku peloponeške vojne je stopil na stran Atencev. Leta 429 pr. n. št. je z ogromno vojsko 150.000 mož, v kateri so bila tudi neodvisna tračanska in peonska plemena (Dii oziroma Agriani, Leeni), napadel Makedonijo, v kateri je takrat vladal Perdik II.. Vojska se je morala zaradi pomanjkljive oskrbe in prihajajoče zime umakniti. 
Sitalka so leta 424 pr. n. št. ubili tračanski Tribali. Na odriškem prestolu ga je nasledil Sevt I..

## Zanimivost
Po Sitalku se imenuje Sitalk Peak na Livingstonovem otoku v Južnih šetlandskih otokiih na Antarktiki.

## Sklic
1. ↑  Bârsan, Cornel (2013). Istorie Furată - Cronică Românească de Istorie Veche. Bistrița: Karuna.

| Sitalk Rojen: ni znano Umrl: 424 pr. n. št. |                                               |                    |
| Predhodnik: Sparadok                        | Kralj Odriškega kraljestva 431–424 pr. n. št. | Naslednik: Sevt I. |